# شنكرة
الشنكرة هي عملية نقل الأبعاد من التصميم إلى سطح المشغولة، ويقصد بها تحديد الأبعاد ومراكز الثقوب والزوايا على أسطح الكتل والألواح المعدنية للتمكن من تنفيذ الأعمال المطلوبة.

## أهميتها
1. نقل الأبعاد بدقة عالية إلى المشغولة
2. معرفة الشكل النهائي للمشغولة من الأبعاد عليها
3. تحديد كفاية الخامات لإجراء العملية الإنتاجية

## أنواع الشناكر

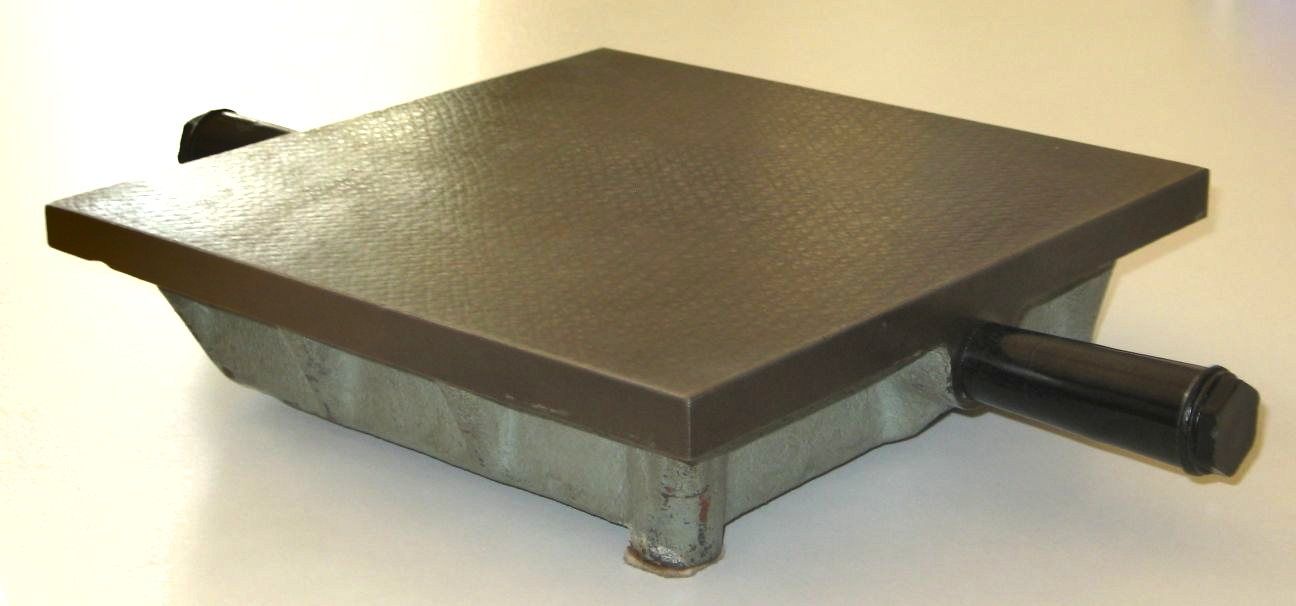
زهرة استواء.

1. زھرة الاستواء المطرقة: تستخدم لقیاس استواء الأسطح.
2. فرجال اعتیادي: یستخدم لرسم الدوائر.
3. فرجال ذو جناح: یستخدم لنقل الخطوط المتوازیة لمستوي معین
4. فرجال داخلي: یستخدم لقیاس الأبعاد الداخلیة
5. فرجال خارجي: ویستخدم لقیاس الأبعاد الخارجیة
6. محدد نقطة الارتكاز: ھي أداة ذات نهاية مدببة وزوایا تتراوح مابین 60 إلى 90 درجة لتحدید نقاط ارتكاز الفرجال الاعتیادي أو المثقاب الكهربي.
7. شوكة العلامة: تستخدم لتحدید الشكل على المشغولة
8. تنفیذ الشنكارة بطبعة: وھي طبعات (بالإنجليزية: Patterns)‏ تحتوي اشكال ذات أبعاد ثابتة.

## اللحام
نظرًا لأن اللحام يتطلب دائمًا سماحيات مقبولة، تتم الشنكرة غالبًا باستخدام نقار ومطرقة وشريط قياس وطبشور.

## الأعمال الخشبية
في النجارة والمشغولات الخشبية، يستخدم القلم الرصاص لوضع العلامات، بينما تستخدم سكين التحديد في صناعة الأثاث والخزائن لما لها من دقة عالية.